# Jan Engbertus Jonkers

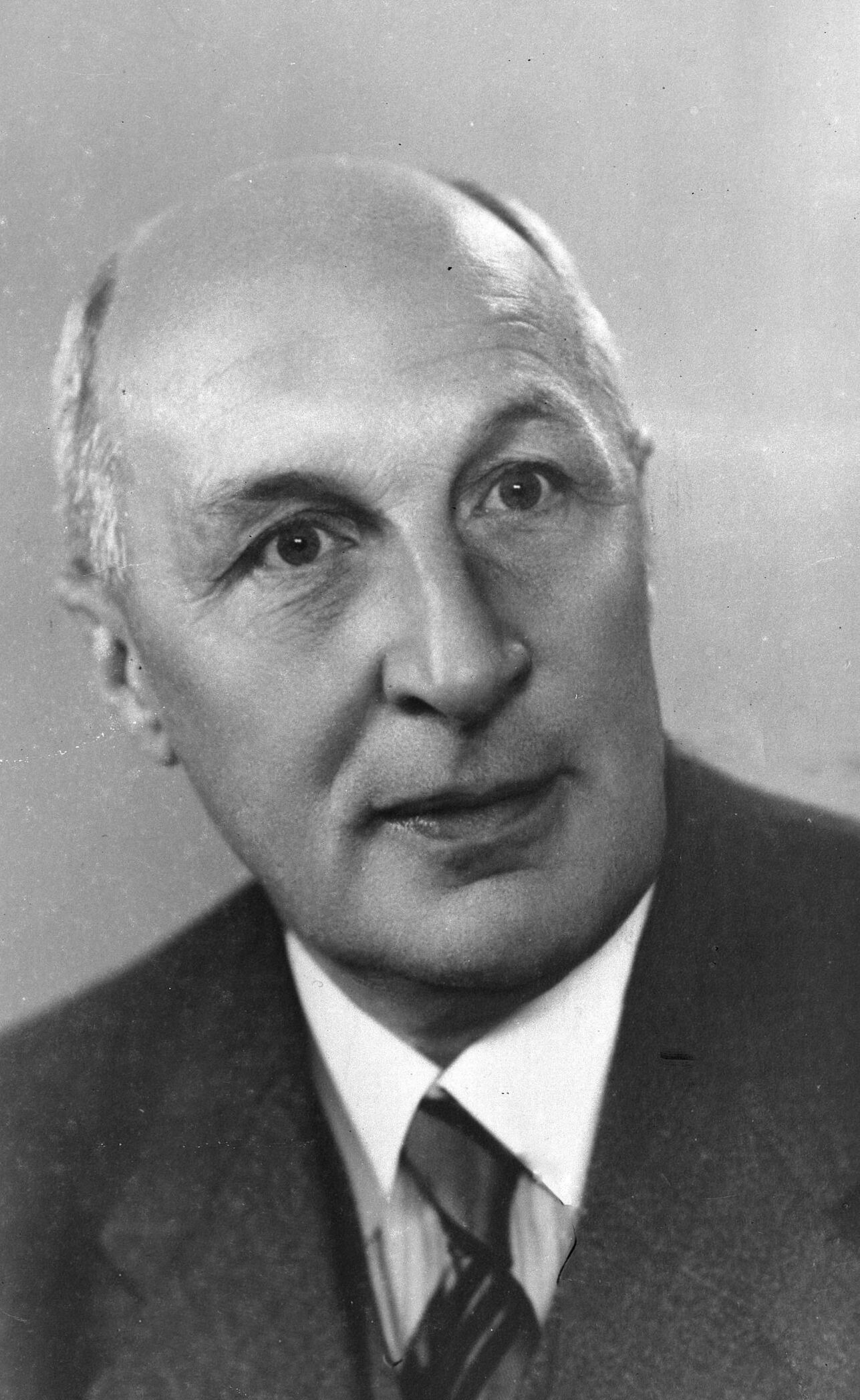
Jonkers

Jan Engbertus Jonkers (* 10. Mai 1890 in Buitenpost; † 25. November 1971 in Wassenaar) war ein niederländischer Strafrechtler.

## Leben
Jan Engbertus Jonkers, Sohn des Pfarrers Engbertus Hendrik Jonkers (* 16. April 1861 in Diever; † 8. März 1948 in Zuid-Beijerland) und dessen Frau Harmke Knottnerus (* 29. März 1865 in Nieuw-Scheemda; † 28. Mai 1939 in Goudswaard), besuchte das Gymnasium in Kampen.
1910 bezog er die Universität Leiden, wo er anfänglich Theologie studieren wollte, sich dann aber rechtswissenschaftlichen Themen zuwendete. Am 24. September 1915 promovierte er zum Doktor der Rechtswissenschaft, absolvierte 1916 das Examen für indonesisches Recht und wurde in demselben Jahr im Justizdienst von Niederländisch-Indien eingesetzt, anfangs als Beamter im Landrat von Pati und später im Raad van Justitie in Medan.
1918 wurde er außerordentlicher Vorsitzender des Landrates von Serang, war 1919 Militärauditeur in Padang, wurde 1922 Vorsitzender des Landrates von Sawahloento und 1923 Angestellter bei der Generalstaatsanwaltschaft in Jakarta. 1926 wechselte Jonkers als Angestellter im Justizministerium von Niederländisch-Indien, war 1928 Staatsanwalt in Makassar, 1931 Staatsanwalt in Padang und Medan sowie 1933 Staatsanwalt in Semarang. 1935 ernannte man ihn zum Generalstaatsanwalt beim obersten Gerichtshof in Jakarta.
Am 6. März 1939 wurde er besonderer Professor für Straf- und Prozessrecht von Niederländisch-Indien an der Universität Utrecht, welche Aufgabe er mit der Einführungsrede De waarheid in het strafproces (deutsch: Die Wahrheit in dem Strafprozess) antrat.
Am 26. September 1945 erhielt er eine Berufung auf die ordentliche Professur für das Straf- und Prozessrecht von Niederländisch-Indien an der Universität Leiden, welche Aufgabe er am 14. Juni 1946 mit der Antrittsrede De weg van het strafrecht (deutsch: Der Weg von dem Strafrecht) antrat. Der Unterweisungsauftrag wurde am 4. Juli 1953 zum indonesischen und niederländischen Straf- und Prozessrecht gewechselt. Im Akademiejahr 1959/60 wurde er Rektor der Alma Mater, wozu er am 385. Jahrestag der Leidener Hochschule, am 8. Februar 1960 die Rektoratsrede Recht in beweging (deutsch: Recht in Bewegung) hielt. Am 18. August 1960 wurde er emeritiert und trat nach der Niederlegung seines Rektorats im September desselben Jahres in den Ruhestand. Seine letzten Lebensjahre verbrachte er in Wassenaar, wo er schließlich verstarb.
Jonkers verheiratete sich am 22. September 1916 in Waspik mit Arabella Wilhelmina Adriana Huijgens (* um 1885 in Den Haag; † 14. April 1979 in Wassenaar), die Tochter des Willem Abraham Huijgens und dessen Frau Wilhelmina Everdina van Overeem. Aus der Ehe stammen zwei Söhne. Der Sohn Engbert Hendrik Jonkers (* um 1919; † 10. September 1979 in Eindhoven) verheiratete sich in erster Ehe mit Anneke Brenkman (* 1921) und nach dem Tod seiner ersten Frau schloss er am 31. Mai 1973 mit G. Th. (Truus) Paymans eine erneute Ehe. Der Sohn Jan Jonkers (* um 1921; † 21. Oktober 1987 in Laren) verheiratete sich mit Iet Mattern (* um 1920; † 26. Januar 1979 in Den Haag).

## Werke (Auswahl)
- De waarheid in het strafproces. Groningen 1939
- Het vooronderzoek en de telastelegging in het Landraad-strafproces. Groningen 1940
- Het Nederlandsch-Indische strafstelsel. Utrecht 1940
- Vrouwe Justitia in de tropen. Deventer 1943
- De weg van het strafrecht. Leiden 1946
- Praeadvies over de beledigde partij in het Nederlandse strafproces. Zwolle 1954
- Het recht in beweging. Leiden 1960
- Handboek van het Nederlandsch-Indische strafrecht. Leiden 1946; Jogjakarta 1964 (Indonesisch: Hukum pidana Hindia Belanda. Jakarta 1987)